# 7 Seconds (band)
7 Seconds (vaak gestileerd als 7Seconds) was een Amerikaanse hardcore punkband uit Reno (Nevada), geformeerd op 17 januari 1980 door twee groepen broers: de gebroeders Marvelli, die de punkrocknamen 'Kevin Seconds' en 'Steve Youth' gebruikten, en de gebroeders Borghino, die de namen 'Tom Munist' en 'Dim Menace' aannamen. De band heeft de afgelopen jaren talloze bezettingswijzigingen ondergaan, waarbij alleen Kevin Seconds en Steve Youth constante leden bleven.

## Bezetting
Huidige bezetting
- Kevin Seconds (zang)
- Steve Youth (basgitaar)
- Troy Mowat (drums)
- Bobby Adams (gitaar)

Voormalige leden
- Tom Munist
- Dim Menace
- Jim Diederichsen
- Alan White
- Tony Toxic
- Dan Pozniak
- Ron Doig

- Belvyk 'Belvy K' Kamillus
- Spiz Hughes
- Josef Bansuelo
- Chris Carnahan
- Bobby Jordan
- Jim Dzurovcak
- Jim Rice

## Geschiedenis
7 Seconds zweefde over verschillende genres van rock. De eerste publicaties van de band waren verschillende ep's, waaronder Skins, Brains en Guts uit 1982, waarvan de meeste later opnieuw werden uitgebracht op de compilatie-cd's alt.music.hardcore en Old School. Alle drie de demo's werden uitgebracht op de bootleg-publicatie 7 Seconds - Hardcore Rules, 80-82. Ze verschenen ook op de hardcore compilatie Cleanse the Bacteria in 1985 naast tal van andere compilaties, zoals Not So Quiet On the Western Front (Alt. Tentacles, 1982), Something to Believe In (BYO, 1984), Party of Go Home / We Got Power (Mystic, 1983) en Nuke Your Dink (Positive Force, 1984). Ze werden nauw verbonden met de Straight Edge-beweging en hielpen de Youth Crew-beweging in 1984 te starten met The Crew.
Hun eerste volledige album The Crew werd opgenomen in 1983-1984 en werd uitgebracht door BYO Records, evenals de opvolger ervan - de klassieke hardcore ep Walk Together Rock Together. Met het album New Wind breidde de band het geluid en de stijl dramatisch uit met hoorbare elementen van een soms rustiger, langzamer, melodieuzer en toegankelijker geluid. Veel schrijvers hebben deze specifieke periode van 7 Seconds' carrière vermeldt als zeer invloedrijk op veel poppunk- en indierockbands die veel later kwamen. Latere lp's gingen dieper het mainstream-territorium in met een U2-achtig geluid. Het album 7 Seconds zette hun muzikale experimenten voort. De band brak in 1995 los met The Music, The Message en keerde enigszins terug naar hun roots. The Music, The Message werd uitgebracht bij Sony (BMI), de eerste publicatie bij een groot label in de geschiedenis van de band. Eerder materiaal stond op verschillende labels van eigen bodem, volledig zelf geproduceerd of op Kevin Seconds eigen label Positive Force Records (AKA United Front), voordat BYO Records ze huisvestte. In 1999 keerde de band echter terug naar een old-school hardcore sound met het album Good to Go. In 2005 kwam de publicatie van Take It Back, Take It On, Take It Over! bij SideOneDummy, waarmee ze de evolutie naar hun hardcore roots voltooiden.
7 Seconds wordt beschouwd als de eerste band die zichzelf voornamelijk als hardcore beschrijft. Na hun eerste show op 2 maart 1980 beschreven ze in de nieuwsbrief NWIN / SPUNK nr. 1 hun band als hardcore new wave. Zanger Kevin Seconds heeft een lange solocarrière achter de rug en werd ook een belangrijke folkpunkzanger en deed publicaties met mensen als Matt Skiba van Alkaline Trio en Mike Scott van Lay It on the Line. Dim Menace's vuistzwaaiende frons op de cover van de ep Skins, Brains & Guts is een van de meest iconische beelden in de hardcore. Sacramento News & Review spreekt uitgebreid over hun invloed in de positieve hardcore-beweging en hun positieve effect op de punkcultuur. In mei 2013 werd aangekondigd dat 7 Seconds een contract had getekend bij Rise Records, met plannen om die zomer een nieuwe 7" en een volledig album op te nemen in Sacramento.
Op 20 maart 2018 kondigde 7 Seconds hun ontbinding aan via hun officiële Facebook-pagina.

## Discografie

### Demo's (cassettes)
- 1980: Drastic Measures
- 1981: Socially Fucked Up
- 1981: Three Chord Politics

### 7" ep's
- 1982: Skins, Brains and Guts (Alternative Tentacles)
- 1983: Committed for Life (Squirtdown)
- 1985: Blasts from the Past (Positive Force)
- 1987: Praise (Positive Force Records)
- 1991: 1980 Reissue (Official Bootleg)
- 1993: Happy Rain/Naked (Eating Blur)
- 2004: Split with Kill Your Idols (SideOneDummy)

### Albums
- 1983: United We Stand (geannuleerd en later uitgebracht als Old School - Headhunter Records/Cargo Records)
- 1984: The Crew (BYO Records)
- 1985: Walk Together, Rock Together (Positive Force/BYO Records)
- 1986: New Wind (Positive Force/BYO Records)
- 1986: Praise [four-song EP] (Positive Force/BYO Records)
- 1987: Live! One Plus One (Positive Force/Giant)
- 1988: Ourselves (Restless Records)
- 1989: Soulforce Revolution (Restless Records)
- 1991: Old School (Headhunter/Cargo)
- 1993: Out the Shizzy (Headhunter/Cargo)
- 1995: alt.music.hardcore (Headhunter/Cargo)
- 1995: The Music, the Message (Sony/BMI)
- 1999: Good to Go (SideOneDummy)
- 2000: Scream Real Loud...Live! (SideOneDummy)
- 2005: Take It Back, Take It On, Take It Over! (SideOneDummy)
- 2014: Leave a Light On (Rise)

### Compilaties
- 1982: Not So Quiet on the Western Front (MRR/Alternative Tentacles)
- 1983: We Got Power: Party or Go Home (Mystic)
- 1984: Something to Believe In (BYO Records)
- 1984: Nuke Your Dink (Positive Force)
- 1985: Cleanse the Bacteria (Pusmort)
- 1986: Another Shot for Bracken (Positive Force)
- 1987: Four Bands That Could Change the World (Gasatanka)
- 1987: Flipside Vinyl Fanzine, vol. 3 (Flipside)
- 1993: Human Polity (One World Communications)
- 1993: The Song Retains the Name, vol. 2 (Safe House)
- 1997: Ten Years Later (Bossa Nova)
- 1999: Short Music for Short People (Fat Wreck Chords)
- ????: Old School Punk Vol.1 (Walk Together, Rock Together)